# (8229) Kozelský
(8229) Kozelský, désignation internationale (8229) Kozelsky, est un astéroïde de la ceinture principale.

## Description
(8229) Kozelsky est un astéroïde de la ceinture principale. Il fut découvert le 28 décembre 1996 à l'Observatoire d'Ondřejov par Marek Wolf et Lenka Šarounová. Il présente une orbite caractérisée par un demi-grand axe de 3,08 UA, une excentricité de 0,20 et une inclinaison de 13,6° par rapport à l'écliptique.

## Compléments